# Avenida de la Paz
Avenida de la Paz – stacja metra w Madrycie, na linii 4. Znajduje się w dzielnicy Ciudad Lineal, w Madrycie i zlokalizowana jest pomiędzy stacjami Arturo Soria i Alfonso XIII. Została otwarta 26 marca 1973.